# Miloš Říha
Miloš Říha (né le 6 décembre 1958 à Přerov en Tchécoslovaquie, aujourd'hui ville de République tchèque et mort le 1er septembre 2020 à Prague en Tchéquie) est un joueur professionnel tchécoslovaque puis tchèque de hockey sur glace devenu entraîneur. Il évolue au poste d'attaquant.

## Biographie
Miloš Říha commence sa carrière avec le Meochema Přerov en 1975. Il est choisi en dixième ronde en cent-quatre-vingt-seizième position par les North Stars du Minnesota lors du repêchage d'entrée dans la LNH 1986. Durant sa carrière, il est resté jouer dans le championnat de Tchécoslovaquie.
En 1993, il devient entraîneur. Il est champion de Slovaquie 2002 et 2005 avec le HC Slovan Bratislava.

## Trophées et honneurs personnels

### KHL
- 2011 : nommé meilleur entraîneur.
- 2012 : nommé entraîneur de la conférence Ouest lors du quatrième Match des étoiles.

## Statistiques
| Saison    | Équipe           | Ligue           |    | Saison régulière | Saison régulière | Saison régulière | Saison régulière | Saison régulière |   | Séries éliminatoires | Séries éliminatoires | Séries éliminatoires | Séries éliminatoires | Séries éliminatoires |
| Saison    | Équipe           | Ligue           | PJ | B                | A                | Pts              | Pun              | PJ               | B | A                    | Pts                  | Pun                  |                      |                      |
| 1979-1980 | HC Dukla Jihlava | Tchécoslovaquie | 44 | 10               | 15               | 25               | 14               | -                | - | -                    | -                    | -                    |                      |                      |
| 1980-1981 | HC Vítkovice     | Tchécoslovaquie | 43 | 9                | 33               | 42               | 13               | -                | - | -                    | -                    | -                    |                      |                      |
| 1981-1982 | HC Vítkovice     | Tchécoslovaquie | 40 | 24               | 19               | 43               |                  | -                | - | -                    | -                    | -                    |                      |                      |
| 1982-1983 | HC Vítkovice     | Tchécoslovaquie | 36 | 13               | 17               | 30               | 20               | -                | - | -                    | -                    | -                    |                      |                      |
| 1983-1984 | HC Zlín          | Tchécoslovaquie | 3  | 0                | 1                | 1                | 2                | -                | - | -                    | -                    | -                    |                      |                      |
| 1984-1985 | HC Zlín          | Tchécoslovaquie | 29 | 3                | 8                | 11               | 14               | -                | - | -                    | -                    | -                    |                      |                      |
| 1985-1986 | HC Vítkovice     | 1.liga          | 31 | 14               | 17               | 31               |                  | -                | - | -                    | -                    | -                    |                      |                      |
| 1986-1987 | HC Kometa Brno   | Tchécoslovaquie | 38 | 5                | 9                | 14               | 18               | -                | - | -                    | -                    | -                    |                      |                      |
| 1990-1991 | SHK Hodonin      | Tchécoslovaquie | 39 | 22               | 31               | 53               |                  | -                | - | -                    | -                    | -                    |                      |                      |